# Upplands runinskrifter 886
Upplands runinskrifter 886 är tre vikingatida runstensfragment av granit som påträffades i Ingla, Skogs-Tibble socken och Uppsala kommun. De tre fragmenten hittades 1943 i en murad spis där de utgjort del av murens fyllning. Fragmenten passar i varandra och utgör tillsammans en yta av 0,66 gånger 0,46 meter. De tre fragmenten fördes efter fyndet till Uppsala och Upplands Fornminnesförenings samlingar. Stenen har varit ristad på båda sidorna. Ristningen är grund och otydlig.

## Inskriften
Translitterering av runraden:
§A ... ...ina × fitiʀ ... 
§B ...ur × ...a × k...
Normalisering till runsvenska:
§A ... [þ]enna æftiʀ ... 
§B ... ... ...
Översättning till nusvenska:
... denna [sten] efter ...